# 江戶東京博物館
江戶東京博物館（日语：／ Tōkyō-to Edo Tōkyō hakubutsukan）是位於日本東京墨田區横網的一所博物館。由兩國站步行3分钟可达，和國技館相鄰。由东京都历史文化财团管理及營運。

## 历史
博物馆於1993年3月28日開館，宗旨為收集、保存及展示遺失的江戶、東京之歷史及文化相關資料。
建築物設計由菊竹清訓負責，地上7層、地下1層的鋼筋建造結構。為了與國技館調和，興建成高床式的特別構造建築物，但被批評為損害東京下町的景觀。它亦引來激烈的大廈建設風氣，因為在泡沫經濟時期建設，構造及設備需要膨大的管理維修費用。
5樓及6樓為中空式構造，除常設展示之外，每年亦有4、5次計劃展覽及活動舉行。常設展示室以江戶、東京、通史等各區域劃分，有繪圖、浮世繪等資料、日本橋（比例1/1）與中村座（比例1/1）的複製品、長屋的大型模型、可動模型、可以手持的千兩箱等展示物設置、城下町的江戶、庶民的日常生活、火災、食生活、文化、東京區域，及明治維新、文明開化、東京大空襲等的展示。
博物館亦設置圖書室（7階）、映像會堂（1階）與圖書館（B1階）等學習施設。
曾舉行的特別展包括水木茂（2004年）、與拿破崙（2006年）等主題展覽。

## 文化財
所藏品之中，以下指定為日本國家重要文化財。
- 萌葱地（もえぎじ）葵紋付小紋染胴服　今村家傳來
- 阿蘭陀風説書　寛政九年
- 舊江戶城寫真玻璃原板　29枚
- 壬申檢査關係studio寫真玻璃原板　257点

## 外部連結
- 江戶東京博物館 （页面存档备份，存于）

35°41′47.05″N 139°47′45.97″E / 35.6964028°N 139.7961028°E
1. ↑  . Tokyo Statistical Yearbook 2015.   [25 March 2018]. （原始内容存档于2018-03-26）.